# خوزه ماریا (بازیکن فوتبال، زاده ۱۹۴۲)
خوزه ماریا (انگلیسی: José María؛ زادهٔ ۲۳ مهٔ ۱۹۴۲) بازیکن فوتبال اهل اسپانیا است.
از باشگاه‌هایی که در آن بازی کرده‌است می‌توان به باشگاه فوتبال اسپانیول و باشگاه فوتبال رئال اویدو اشاره کرد.
وی همچنین در تیم‌های ملی فوتبال Spain B national football team و اسپانیا بازی کرده‌است.